# Zonitis bomiensis
Zonitis bomiensis is een keversoort uit de familie van oliekevers (Meloidae). De wetenschappelijke naam van de soort is voor het eerst geldig gepubliceerd in 1988 door Tan.